# Calheta (Madera)
Calheta ( kɐ'ʎetɐ) è un comune portoghese di 11 946 abitanti situato nella regione autonoma di Madera.

## Società

### Evoluzione demografica
| Popolazione di Calheta (1849 – 2004) | Popolazione di Calheta (1849 – 2004) | Popolazione di Calheta (1849 – 2004) | Popolazione di Calheta (1849 – 2004) | Popolazione di Calheta (1849 – 2004) | Popolazione di Calheta (1849 – 2004) | Popolazione di Calheta (1849 – 2004) | Popolazione di Calheta (1849 – 2004) | Popolazione di Calheta (1849 – 2004) |
| ------------------------------------ | ------------------------------------ | ------------------------------------ | ------------------------------------ | ------------------------------------ | ------------------------------------ | ------------------------------------ | ------------------------------------ | ------------------------------------ |
| 1849                                 | 1900                                 | 1930                                 | 1960                                 | 1981                                 | 1991                                 | 2001                                 | 2004                                 |                                      |
| 15279                                | 18266                                | 21990                                | 21799                                | 12954                                | 13005                                | 11946                                | 11856                                |                                      |

## Freguesias
- Arco da Calheta
- Calheta
- Estreito da Calheta
- Fajã da Ovelha
- Jardim do Mar
- Paul do Mar
- Ponta do Pargo
- Prazeres